# Camponotus tricolor
Camponotus tricolor är en myrart som först beskrevs av Hermann Stitz 1912.  Camponotus tricolor ingår i släktet hästmyror, och familjen myror. Inga underarter finns listade.